# Jeremy Hazin
Jeremy Jacob Hazin (Richmond Hill, Ontario, 27 februari 2000) is een Canadees professioneel tafeltennisser. Hij speelt linkshandig, met de shakehandgreep.
Hij was de jongste speler ooit die namens Canada deelnam aan de Wereldkampioenschappen tafeltennis.
Hij vertegenwoordigde zijn land op de Olympische Zomerspelen 2020 maar won daar geen medailles.